# Char Margolis
Char Margolis é uma autora e autoproclamada médium americana. As alegações de Margolis de ter habilidades paranormais foram criticadas por vários meios de comunicação, o que sugere que ela usa truques comuns de leitura fria e quente para realizar suas leituras.

## Carreira
A revista Maclean's informou em 2010 que Margolis "começou no Canadá no The Dini Petty Show no final dos anos 1980 (...) e também participou como convidada dos shows de Camilla Scott e Vicki Gabereau, quando estes estavam no auge". A Maclean's também informou que, em 2010, Margolis cobrava US$ 600 por uma leitura pelo telefone de 45 minutos e US$ 825 por uma consulta pessoal.

De acordo com Margolis, em uma entrevista de 2004 ao Larry King Show, ela estava para começar a gravar um show no horário nobre na Holanda em agosto.
 Em um relatório intitulado Char, Char, Charlatan, o radialista holandês Henk Westbroek relatou no site do jornal holandês DePers que ele foi convidado em 2005 para esse programa, e que Margolis usou técnicas de leitura fria e quente nele. Westbroek disse que essa experiência o transformou em um incrédulo em relação às habilidades dela.

Em 2010, Margolis apareceu no noticiário americano WGN Morning News, com Larry Potash, para promover seu livro, Discover Your Inner Wisdom. Em 2014, em um episódio do mesmo programa que continha uma entrevista com o ativista cético James Randi, Potash revelou que, após o programa de 2010, Margolis fez uma leitura pessoal nele, que Potash qualificou como "Horrível! Nem perto! Quero dizer, se você vai se vender como um médium, pelo menos seja bom nisso! Quero dizer, é um velho truque de salão".